# Machias (Maine, statisztikai település)
Machias statisztikai település az Amerikai Egyesült Államok Maine államában, Washington megyében. Lakosainak száma 1457 fő (2020. április 1.).

## Népesség
A település népességének változása:

| 2010 | 1 274 |
| 2020 | 1 457 |